# La central
La central fue un programa de televisión español, emitido en horario de madrugada, a las 0:00 horas, de lunes a jueves en la cadena de televisión Antena 3.

## Formato
Encuadrado en el formato denominado Late show, el programa fue ideado para competir en audiencia con el popular Crónicas marcianas, emitido a la misma hora por la cadena rival Telecinco.
El espacio combinaba entrevistas, humor, actualidad, crónica de sucesos (con agentes investigadores) y divulgación sexual.

## Decorados
Uno de los elementos característicos del programa fue su ambientación, que pretendía evocar la del cine negro estadounidense de los años 40 y 50, a través de una supuesta central de los servicios de inteligencia.

## Audiencias
El día de su estreno, el programa contó con 1.038.000 espectadores (24% de cuota de pantalla). Sin embargo, los buenos resultados no se mantuvieron demasiado tiempo y el 25 de septiembre, el share se situaba en el 11,4%, precipitando finalmente su retirada de parrilla el 5 de octubre.